# Danh sách vườn quốc gia tại Ukraina
Vườn quốc gia - Khu bảo tồn tại Ukraina - là một phần của các Quỹ dự phòng thiên nhiên Ukraina. Khách du lịch có thể tới thăm miễn phí. Năm 2011, có 40 vườn quốc gia với tổng diện tích 10.000 km ² (1,8 % diện tích lãnh thổ), nằm trong 12 trong số 24 tỉnh, thành phố, cộng hòa tự trị Krym. Ngoài ra, ngày 21 tháng 10 năm 2010 Vườn quốc gia Siverskiy Donets đã bị bỏ khỏi danh sách vườn quốc gia Ukraina.
Cơ sở pháp lý cho việc tổ chức và sử dụng hiệu quả của các vườn quốc gia Ukraina như là một phần của Quỹ bảo tồn thiên nhiên Ukraina quyết định theo Luật Ukraina về " Quỹ bảo tồn thiên nhiên của Ukraina".
Dưới đây là danh sách các vườn quốc gia tại Ukraina.

## Danh sách
| STT | Tên                                     | Tỉnh                 | Thành lập | Diện tích | Số lượng loài trong Sách đỏ của Ukraina (Động vật/Thực vật) | Hình ảnh                             |
| --- | --------------------------------------- | -------------------- | --------- | --------- | ----------------------------------------------------------- | ------------------------------------ |
| 1   | Vườn quốc gia Azov-Syvash               | Kherson              | 1993      | 52.154    | 7/18                                                        | Azov-Syvash                          |
| 2   | Vườn quốc gia Beloozersk                | Kiev, Cherkasy       | 2009      | 7.014,4   |                                                             | Beloozersk                           |
| 3   | Vườn quốc gia Biloberezhzhya Sviatoslav | Mykolaiv             | 2009      | 35.223    |                                                             | Biloberezhzhya Sviatoslav            |
| 4   | Vườn quốc gia Bug Fort                  | Mykolaiv             | 2009      | 6.138     |                                                             |                                      |
| 5   | Vườn quốc gia Verhovinsky               | Ivano-Frankivsk      | 2010      | 12.023    |                                                             |                                      |
| 6   | Vườn quốc gia Vyzhnytsia                | Chernivtsi           | 1995      | 7.928     | 34/19                                                       |                                      |
| 7   | Vườn quốc gia Great Meadow              | Zaporizhia           | 2006      | 16.756    |                                                             |                                      |
| 8   | Vườn quốc gia Galacia                   | Ivano-Frankivsk      | 2004      | 14.685    | 12/15                                                       |                                      |
| 9   | Vườn quốc gia Hetman                    | Sumi                 | 2009      | 23.360    |                                                             | Sông Vorkla                          |
| 10  | Vườn quốc gia Holosiyivsky              | Thủ đô Kiev          | 2007      | 4.525     | 22/7                                                        |                                      |
| 11  | Vườn quốc gia Rừng Homolsha             | Kharkiv              | 2004      | 14.315    | 17/70                                                       |                                      |
| 12  | Vườn quốc gia Hutsulshchyna             | Ivano-Frankivsk      | 2002      | 32.271    | 65/20                                                       |                                      |
| 13  | Vườn quốc gia Dzharylhach               | Kharkiv              | 2009      | 3.131,2   |                                                             | Vườn quốc gia Dvurechansky           |
| 14  | Vườn quốc gia Derman-Ostrog             | Rivne                | 2009      | 1.647,6   |                                                             | Hồ trong Vườn quốc gia Derman-Ostrog |
| 15  | Vườn quốc gia Desna-Stara               | Sumi                 | 1999      | 16.215    | 18/24                                                       |                                      |
| 16  | Vườn quốc gia Dzharylhach               | Kherson              | 2009      | 10.000    |                                                             |                                      |
| 17  | Vườn quốc gia Zalissya                  | Chernihiv, Kiev      | 2009      | 14.836    |                                                             | Vườn quốc gia Zalissia               |
| 18  | Vườn quốc gia Enchanted Land            | Zakarpatsk           | 2009      | 6.101     |                                                             |                                      |
| 19  | Vườn quốc gia Ichnya                    | Chernihiv            | 2004      | 9.666     |                                                             |                                      |
| 20  | Vườn quốc gia Carpathian                | Ivano-Frankivsk      | 1980      | 50.303    | 78/18                                                       | «Карпатський»                        |
| 21  | Vườn quốc gia Núi Krеmеnеts             | Ternopil             | 2009      | 6.951,2   |                                                             | Núi Kremenetsky                      |
| 22  | Vườn quốc gia Mezynskyy                 | Chernihiv            | 2006      | 31.035    | /68                                                         |                                      |
| 23  | Vườn quốc gia Nyzhnodnistrovskyy        | Odessa               | 2008      | 21.311    |                                                             |                                      |
| 24  | Vườn quốc gia Nyzhnosulskyy             | Cherkasy, Poltava    | 2010      | 16.879    |                                                             |                                      |
| 25  | Vườn quốc gia Bắc Pоdіllya              | Lviv                 | 2010      | 15.588    |                                                             | Vườn quốc gia Bắc Pоdіllya           |
| 26  | Vườn quốc gia các đồi Podillya          | Khmelnytskyi         | 1996      | 261.316   | 60/79                                                       |                                      |
| 27  | Vườn quốc gia Pripyat-Stokhid           | Volyn                | 2007      | 39.315,5  |                                                             | Vườn quốc gia Pripyat Stokhid        |
| 28  | Vườn quốc gia Pyryatyn                  | Poltava              | 2009      | 12.028,4  |                                                             |                                      |
| 29  | Vườn quốc gia Azov-Syvash               | Zaporizhia           | 2010      | 78.127    |                                                             | Vườn quốc gia Azov                   |
| 30  | Vườn quốc gia Núi Thánh                 | Donetsk              | 1997      | 40.609    | 48/50                                                       |                                      |
| 31  | Vườn quốc gia Synevyr                   | Zakarpatsk           | 1989      | 40.400    | 40/22                                                       | Hồ Synevyr                           |
| 32  | Vườn quốc gia Skоle Bеskyds             | Lviv                 | 1999      | 35.684    | 50/12                                                       | Vườn quốc gia Skole Beskydy          |
| 33  | Vườn quốc gia Slobozhanskyi             | Kharkiv              | 2009      | 5.244     |                                                             | Vườn quốc gia Slobozhanskyi          |
| 34  | Vườn quốc gia Cửa sông Tuzlovski        | Odessa               | 2010      | 27.865    |                                                             | Cửa sông Tuzlovski                   |
| 35  | Vườn quốc gia Uzhansky                  | Zakarpatsk           | 1999      | 39.159    | 43/30                                                       | Gỗ sồi trong vườn quốc gia           |
| 36  | Vườn quốc gia Khotyn                    | Chernivtsi           | 2010      | 9.400     |                                                             |                                      |
| 37  | Vườn quốc gia Magic Harbor              | Cộng hòa tự trị Krym | 2009      | 6.270     |                                                             | Charming Harbor                      |
| 38  | Vườn quốc gia Cheremoskyy               | Chernivtsi           | 2009      | 7.117,5   |                                                             |                                      |
| 39  | Vườn quốc gia Shatsky                   | Volyn                | 1983      | 32.515    | 32/33                                                       |                                      |
| 40  | Vườn quốc gia Yavorivskyi               | Lviv                 | 1998      | 7.079     | 40/27                                                       |                                      |
| 41  | Vườn quốc gia Lower Dniester            | Ternopil             | 2010      | 10.829,18 |                                                             | Hẻm núi Dniester                     |
| 42  | Vườn quốc gia Grass Valley              | Lviv                 | 2013      | 5.166,6   |                                                             |                                      |